# The Long Kiss Goodnight
The Long Kiss Goodnight is een Amerikaanse actiethrillerfilm uit 1996 geregisseerd door Renny Harlin en geproduceerd door Shane Black, Stephanie Austin en Renny Harlin. Het scenario werd geschreven door Shane Black. In de film zijn de hoofdrollen weggelegd voor Geena Davis, Samuel L. Jackson, Tom Amandes, Craig Bierko en David Morse.
The Long Kiss Goodnight, uitgebracht door New Line Cinema op 11 oktober 1996, bracht bijna $ 90 miljoen op tegen een budget van $ 65 miljoen. Een vervolg was in de maak sinds 2007, maar werd later geannuleerd. 

## Verhaal
Onderwijzeres Samantha Caine (Geena Davis) lijdt aan geheugenverlies en wordt gekweld door een mysterieus verleden. Met hulp van privédetective Mitch Henessey (Samuel L. Jackson) ontdekt ze haar ware identiteit, die van geheim agente Charly Baltimore. Het tweetal ontdekt een samenzwering tussen de geheime dienst en Baltimore's aartsvijand, wapenhandelaar Timothy (Craig Bierko). Caine kan hem alleen stoppen als ze haar dodelijke instincten uit haar geheugen weet te bevrijden. Tot die tijd lijkt ze machteloos en moet ze toezien hoe Timothy haar dochter ontvoert en op Kerstdag een onschuldige stad volledig dreigt te vernietigen.           

## Rollen
| Acteur             | Personage                                              |
| ------------------ | ------------------------------------------------------ |
| Geena Davis        | Samantha Caine / Charlene Elizabeth "Charly" Baltimore |
| Samuel L. Jackson  | Mitch Henessey                                         |
| Patrick Malahide   | Leland Perkins                                         |
| Craig Bierko       | Timothy                                                |
| Brian Cox          | Dr. Nathan Waldman                                     |
| David Morse        | Luke / Daedalus                                        |
| GD Spradlin        | president                                              |
| Tom Amandes        | Hal                                                    |
| Yvonne Zima        | Caitlin Caine                                          |
| Melina Kanakaredes | Trin                                                   |
| Alan North         | Earl                                                   |
| Larry King         | zichzelf                                               |

## Productie
New Line Cinema betaalde een recordbedrag van $ 4 miljoen voor het script van Shane Black.
In een vroege versie van de film sterft Mitch Henessey, maar tijdens een testscreening riep iemand van het  publiek "Je kunt Sam Jackson niet vermoorden!". Harlin veranderde toen de laatste scene zodat zijn personage overleeft.
Op 27 februari 1996, tijdens het filmen in het 127 jaar oude Windermere House in Ontario in Canada, brak er brand uit, waarbij alleen de stenen veranda intact bleef. Er werd gespeculeerd dat de brand veroorzaakt werd door de verlichting met hoge intensiteit, maar het zou ook een kortsluiting zijn geweest. Filmploegen hielpen bij het evacueren, maar gelukkig verspreidde het vuur zich niet verder.

## Ontvangst
De film werd in 2.245 Amerikaanse bioscopen uitgebracht en dat leverde 9.065.363 Amerikaanse dollar op, waarmee het derde werd voor de films die dat weekend werden uitgebracht. In de Verenigde Staten en Canada had de film een brutowinst van 33.447.612 Amerikaanse dollar. Internationaal verdiende het 56.009.149 dollar, voor een totale wereldwijde bruto van 89.456.761 dollar.
Renny Harlin gaf de schuld voor de slechte prestaties van de film aan de verwarrende advertenties. Shane Black vroeg zich af of de film misschien meer succesvol was geweest als een man de hoofdrol had gespeeld in plaats van een vrouw. Maar vooraf was afgesproken dat de hoofdrolspeler een vrouw moest zijn. Er is ook gesuggereerd dat de slechte reclamecampagne van de film en de lauwe ontvangst onder critici mogelijk een overblijfsel waren van de eerdere samenwerking van Renny Harlin en Geena Davis, Cutthroat Island, die slechts 10 maanden eerder was uitgebracht en een van de grootste flops aller tijden werd.